# شهباز دورنگ
شهباز دورنگ یا شهباز ابلق (نام علمی: Accipiter albogularis) نام یک گونه از سرده بازها است. این پرنده در جزیره بوگنویل و جزایر سلیمان یافت می‌شود. زیستگاه طبیعی این پرنده جنگل می‌باشد. در بالغ‌ها، روتنه خاکستری و زیرتنه سفید است، به همنی دورنگ نامیده می‎‌شود.